# پری صابری
پری صابری (۱ فروردین ۱۳۱۱ – ۲۰ شهریور ۱۴۰۳) کارگردان تئاتر، نمایش‌نامه‌نویس و نویسنده رمان ایرانی بود. وی گروه تئاتر پازارگاد را ایجاد کرد و تالار مولوی را در تهران تأسیس نمود.

## زندگی

### دوران دانشجویی
پری صابری پس از پایان دورهٔ متوسطه برای تحصیل در رشته سینما و تئاتر به پاریس رفت. در دوران دانشجویی فیلم کوتاهی دربارهٔ یکی از رباعیات خیام ساخت که به عنوان بهترین فیلم دانشجویی ۱۹۵۴ در فرانسه برگزیده شد. اما چون در آن زمان فیلم‌سازی یک زن خارجی برای مردان فرانسوی برخورنده بود او به فراگیری تئاتر پرداخت. بنابراین بین سال‌های ۱۹۵۵ تا ۱۹۵۸ از تانیا بلاشوا تئاتر آموخت. او در دوران دانشجویی در پاریس با افرادی مانند علینقی عالیخانی، هوشنگ نهاوندی و عبدالمجید مجیدی آشنا شد که بعدها به مقامات بالا در دودمان پهلوی رسیدند.  صابری پس از مدتی برای مطالعه در اسپانیا در ۱۳۴۴ به ایران بازگشت.

### بازگشت به ایران

#### تئاتر
صابری در بازگشت به ایران گروه تئاتر پازارگاد را ایجاد کرد و تالار مولوی را در تهران تأسیس کرد. او نمایشنامه کرگدن اوژن یونسکو را دوباره (پس از ترجمه جلال آل احمد) به فارسی ترجمه کرد و حمید سمندریان آنرا در ۱۳۵۰ در دانشگاه تهران به روی صحنه برد. این نمایشنامه را بعدها احمد کامیابی مسک با نام کرگدن‌ها ترجمه و چاپ کرد.
او در این مدت نمایشنامه‌های خارجی بسیاری از جمله مردگان بی‌کفن و دفن نوشته ژان-پل سارتر را ترجمه و اجرا کرد. به گفته صابری به دلیل درونمایه سیاسی نمایش، پیش از اجرا متن را ساواک خوانده بود و اجازه کار داده بود. اما پس از آنکه این نمایش با واکنش‌های زیادی روبرو شد از طرف ساواک اخطار دادند و سپس تعطیل شد. او پس از آنکه از اداره تئاتر استعفا داد با همراهی گروه پازارگارد به کارهای تئاتری خود ادامه داد. از جمله این کارها ترجمه و بازی در نمایش شش شخصیت در جست‌وجوی نویسنده نوشته لوئیجی پیراندلو با بازی فروغ فرخزاد در نقش اصلی بود.

#### بازیگری
او همچنین در در دو فیلم شب قوزی ساخته فرخ غفاری و خشت و آینه به کارگردانی ابراهیم گلستان بازی کرد.

#### دانشگاه تهران
پس از آنکه علینقی عالیخانی به ریاست دانشگاه تهران رسید صابری از سال ۱۳۴۷ تا ۱۳۵۷ مدیر فعالیت‌های فوق برنامه دانشگاه تهران بود. او تعریف کرده بود: «پس از راه‌اندازی سینما تک دانشگاه تهران در سالن دانشکده فنی قرار شد با همکاری انجمن‌های فرهنگی کشورهای اروپایی و آمریکا فیلم‌های مهم و هنری را بدون سانسور به نمایش بگذاریم، اما در روز افتتاح با چوب و الوار به ما حمله کردند و ما مجبور شدیم فرار کنیم.» او دلیل این رفتار را مخالفت‌های سیاسی با برنامه‌های دولتی می‌داند و می‌گوید «مخالفان می‌گفتند آنها می‌خواهند با این کارها هرزگی و بی‌ناموسی و قرتی بازی را به دانشگاه بیاورند.» او دلیل این رفتار را مخالفت‌های سیاسی با برنامه‌های دولتی می‌دانست و می‌گفت «مخالفان می‌گفتند آنها می‌خواهند با این کارها هرزگی و بی‌ناموسی و قرتی بازی را به دانشگاه بیاورند.»
او به حضور زیاد زنان محجبه در دانشگاه تهران و فعالیت‌های سازمان‌یافته نیروهای چپ همزمان با نزدیک شدن انقلاب اشاره می‌کرد.

### پس از انقلاب
صابری پس از انقلاب ۱۳۵۷ به خارج از ایران رفت. او در این سال‌ها نمایشنامه من از کجا، عشق از کجا را دربارهٔ زندگی فروغ فرخزاد نوشت و در ۱۹۸۱ در لس‌آنجلس اجرا کرد که موفق بود. سپس آن را به انگلیسی در جشنواره هنری بازی‌های المپیک اجرا کرد که با استقبال مواجه شد. سپس در اواخر دهه ۱۳۶۰ به ایران بازگشت.

### بازگشت به ایران
در ایران ابتدا با برخوردهای خوبی مواجه نشد. اما او کم‌کم فعالیت تئاتری خویش را از سر گرفت و نمایش‌های من به باغ عرفان دربارهٔ زندگی سهراب سپهری و هفت شهر عشق را با الهام از عطار نیشابوری به صحنه برد. او در پی این موفقیت‌ها آثار دیگری را نوشته و کارگردانی کرد که به گفته خودش نمایش شمس پرنده دربارهٔ مولوی از بهترین کارهایش بود. پری صابری در این دوران بیشتر به اجراهایی درباره افسانه‌ها و اسطوره‌های ایرانی پرداخت. از جمله این کارها می‌توان به لیلی و مجنون، سیاوش در آتش، هفت‌خان رستم،  هفت شهر عشق و من به باغ عرفان درباره زندگی سهراب سپهری اشاره کرد. نمایش شمس پرنده او تا سال ۱۳۹۵ بیش از ۲۰۰ اجرا در ایران و ایتالیا و فرانسه داشت.
شمسِ پرنده و اسطورهٔ سیاوش دو نمایشی هستند که پری صابری در تالار یونسکو در پاریس به روی صحنه برد. وی در سال ۲۰۰۴ نشان هنر و ادب فرانسه را دریافت کرد.

## درگذشت
پری صابری در ۲۰ شهریور ۱۴۰۳ در سن ۹۲ سالگی در تهران درگذشت.

## نمایش‌ها
نمایش‌های پری صابری:
- نویسندگی و کارگردانی من از کجا، عشق از کجا دربارهٔ زندگی فروغ فرخزاد
- نویسندگی و کارگردانی من به باغ عرفان دربارهٔ زندگی سهراب سپهری، تالار وحدت ۱۳۶۷
- نویسندگی و کارگردانی هفت شهر عشق با الهام از عطار نیشابوری، ایوان عطار کاخ سعدآباد، تابستان ۱۳۷۴
- بیژن و منیژه، ایوان عطار کاخ سعدآباد، تابستان ۱۳۷۶
- رستم و سهراب، تالار وحدت، تابستان ۱۳۷۸
- نویسندگی و کارگردانی شمس پرنده دربارهٔ دیدار شمس تبریزی و مولوی، تالار وحدت، تابستان ۱۳۷۹ و پاییز ۱۳۸۶
- کارگردانی شمس پرنده کاخ سعدآباد (ایوان عطار)، تابستان ۱۳۹۵
- کارگردانی در اندرون من خسته
- ۲ قصه برای فیلم لیلا در نصف جهان
- تئاتر مرغ سحر
- کارگردانی آنتیگونه، کلوسئو (۲۰۰۰) رم، و تالار وحدت زمستان ۱۳۷۹
- نویسندگی و کارگردانی رند خلوت‌نشین دربارهٔ حافظ، تالار وحدت، زمستان ۱۳۸۰
- یوسف و زلیخا، تالار وحدت، زمستان ۱۳۸۱
- سوگ سیاوش، تئاتر شهر، زمستان ۱۳۸۳
- من از کجا عشق از کجا، دربارهٔ زندگی فروغ فرخزاد، تئاتر شهر، تابستان ۱۳۸۴
- لیلی و مجنون، تالار وحدت، تابستان ۱۳۸۵
- هفت‌خان رستم، تالار وحدت، تابستان ۱۳۸۸
- رستم و اسفندیار، تئاتر شهر، پاییز ۱۳۸۹
- نمایش باغ دلگشا (برگرفته از زندگی، احوالات و شعر و شاعری سعدی) تالار وحدت تابستان ۱۳۹۳[۱۵]

## جایزه‌ها و افتخارات
برخی از جایزه‌ها و افتخارات پری صابری:
- نشان ابن سینا، یونسکو ۱۳۸۳–۲۰۰۴
- نشان هنر و ادب، فرانسه ۱۳۸۳–۲۰۰۴
- لوح سپاس هفدهمین جشنواره بین‌المللی فجر
- تندیس و لوح سپاس هجدهمین، نوزدهمین، بیستمین، بیست و یکمین، و بیست و سومین جشنواره بین‌المللی فجر